# Levantamento de peso nos Jogos Pan-Americanos de 2007 - Até 105 kg masculino
A categoria até 105 kg masculino do levantamento de peso nos Jogos Pan-Americanos de 2007 foi disputada no Pavilhão 2 do Complexo Esportivo Riocentro com 11 halterofilistas de nove países.
Originalmente o brasileiro Fabrício Mafra havia ganhado a medalha de bronze, mas foi desclassicado por testar positivo no antidoping pela presença de testosterona exógena.

## Medalhistas
| Ouro   | CUB Joel Mackenzie |
| Prata  | ARG Pedro Stetsiuk |
| Bronze | ARG Damián Abbiate |

## Resultados
| Pos.              | Atleta                   | Grupo | Peso   | Arranque (kg) | Arranque (kg) | Arranque (kg) | Arranque (kg) | Arremesso (kg) | Arremesso (kg) | Arremesso (kg) | Arremesso (kg) | Total (kg) |
| Pos.              | Atleta                   | Grupo | Peso   | 1             | 2             | 3             | Result.       | 1              | 2              | 3              | Result.        | Total (kg) |
| ----------------- | ------------------------ | ----- | ------ | ------------- | ------------- | ------------- | ------------- | -------------- | -------------- | -------------- | -------------- | ---------- |
| Medalha de ouro   | CUB Joel Mackenzie       | A     | 101,40 | 167           | 175           | –             | 175           | 190            | 205            | 216            | 205            | 380        |
| Medalha de prata  | ARG Pedro Stetsiuk       | A     | 102,45 | 160           | 160           | 165           | 160           | 180            | 180            | 184            | 180            | 340        |
| Medalha de bronze | ARG Damián Abbiate       | A     | 104,45 | 150           | 150           | 155           | 150           | 180            | 188            | 189            | 188            | 338        |
| 4                 | BRA Bruno Brandão        | A     | 99,10  | 150           | 157           | 160           | 157           | 180            | 180            | 180            | 180            | 337        |
| 5                 | GUA Crhistian López      | A     | 104,70 | 153           | 158           | 158           | 153           | 182            | 182            | 182            | 182            | 335        |
| 6                 | CHI Víctor Osorio        | A     | 103,05 | 140           | 146           | 146           | 140           | 170            | 176            | 176            | 176            | 316        |
| –                 | BAR Ivorn McKnee         | A     | 103,25 | 140           | 150           | 150           | 140           | 185            | 185            | 200            | –              | –          |
| –                 | NCA Maycol José Espinoza | A     | 99,40  | 110           | 110           | 110           | –             |                |                |                |                | DNF        |
| –                 | ECU Boris Burov          | A     | 100,40 | 170           | –             | –             | –             |                |                |                |                | DNF        |
| –                 | CAN Akos Sandor          | A     | 104,95 | 150           | 150           | 150           | –             |                |                |                |                | DNF        |
| DSQ               | BRA Fabrício Mafra       | A     | 100,75 | 146           | 151           | 154           | 151           | 175            | 187            | 188            | 187            | 338        |

Legenda
| Recorde mundial                  | Recorde mundial (World record)               |                       | Recorde africano                      | Recorde africano (African) |                                           | Q | Classificado por posição (Qualified) |
| Recorde dos Jogos Pan-Americanos | Recorde pan-americano (Pan-American record)  | Recorde da América    | Recorde da América (Americas)         | q                          | Classificado por melhor tempo (Qualified) |   |                                      |
| Melhor marca do ano              | Melhor marca do ano (World leading)          | Recorde asiático      | Recorde asiático (Asian)              | DNS                        | Não largou (Did not start)                |   |                                      |
| Recorde nacional                 | Recorde nacional (National record)           | Recorde europeu       | Recorde europeu (European)            | DNF                        | Não terminou (Did not finish)             |   |                                      |
| Recorde pessoal                  | Recorde pessoal do atleta (Personal best)    | Recorde da Oceania    | Recorde da Oceania (Oceania)          | DSQ / DQ                   | Desclassificado (Disqualified)            |   |                                      |
| Recorde da temporada             | Recorde da temporada do atleta (Season best) | Recorde sul-americano | Recorde sul-americano (South America) | NM                         | Sem marca (No mark)                       |   |                                      |